# 鍾定程
鍾定程（英語：Chung Ting Ching，1971年2月20日—），香港男子輪椅擊劍運動員。

## 簡歷
1991年9月，鍾定程駕駛的電單車在西貢失事，意外導致T7-T8脊骨嚴重受損，下半身自此失去活動能力。
1996年，鍾定程開始接觸輪椅劍擊運動，兩年後已代表香港出賽，並隨即奪得1998年世界傷殘人士劍擊比賽重劍組冠軍和花劍組亞軍。
2000年，鍾定程代表香港參加澳洲悉尼舉行的殘奧會轮椅击剑比赛，在重劍和花劍項目拿得兩面銀牌。
2012年，鍾定程代表香港參加英國倫敦舉行的殘奧會轮椅击剑比赛，夥拍陳穎健和黃騰達出戰男子團體花劍比賽，在準決賽以41比45不敵法國隊，其後進入季軍戰，以45比42擊敗意大利隊，奪得一面銅牌。

## 榮譽
- 「香港十大再生勇士」（2001年）[4]